# William Vainqueur
William-Jacques Vainqueur (ur. 19 listopada 1988 w Neuilly-sur-Marne) – francuski piłkarz haitańskiego pochodzenia występujący na pozycji pomocnika w monakijskim klubie AS Monaco FC (wypożyczony z tureckiego klubu Antalyaspor). 
Wychowanek FC Nantes, w swojej karierze grał także w takich zespołach jak Standard Liège oraz Dinamo Moskwa. Były młodzieżowy reprezentant Francji.